# Centre d'Investigació en Salut de Manhiça
El Centre d'Investigació en Salut de Manhiça (CISM) (en portuguès: Centro de Investigação em Saúde de Manhiça) és una organització amb seu a Manhiça (Moçambic). La seva principal tasca és combatre les malalties que són la causa de la pobresa.

## Història
Va ser creat el 1996 i fou el primer centre de recerca biomèdica moçambiquès, creat per combatre les malalties que són causa i conseqüència de la pobresa des d'una perspectiva innovadora. El CISM és un dels pocs centres de recerca situats en una àrea rural de l'Àfrica, en contacte directe amb els problemes de salut que afecten la seva població.

## Activitat mèdica
L'activitat investigadora del centre s'orienta principalment a estudiar, des d'un enfocament multidisciplinari, la malària, la Sida, la tuberculosi, les pneumònies i les malalties diarreiques. L'activitat del CISM es desenvolupa al voltant de quatre eixos:
- investigació biomèdica
- formació d'investigadors i personal sanitari
- col·laboració amb altres centres
- assistència mèdica a la població.

A més, el CISM presta assistència sanitària a la comunitat, que es beneficia de la presència de personal sanitari investigador i dels avenços de les investigacions que es desenvolupen al centre. El CISM també contribueix a enfortir el capital humà del país, especialment deficitari en l'àmbit de la investigació; per això desenvolupa programes de formació específics dirigits a investigadors moçambiquesos, que poden promoure i garantir l'esforç continuat en la lluita contra les malalties que generen pobresa en el seu propi país.
El 2008 fou guardonat amb el Premi Príncep d'Astúries de Cooperació Internacional, juntament amb els centres Ifakara Health Institute, Malaria Research and Training Centre i el Kintampo Health Research Centre, per la seva tasca de lluita per trencar la relació entre la pobresa i les malalties.